# André Carrell

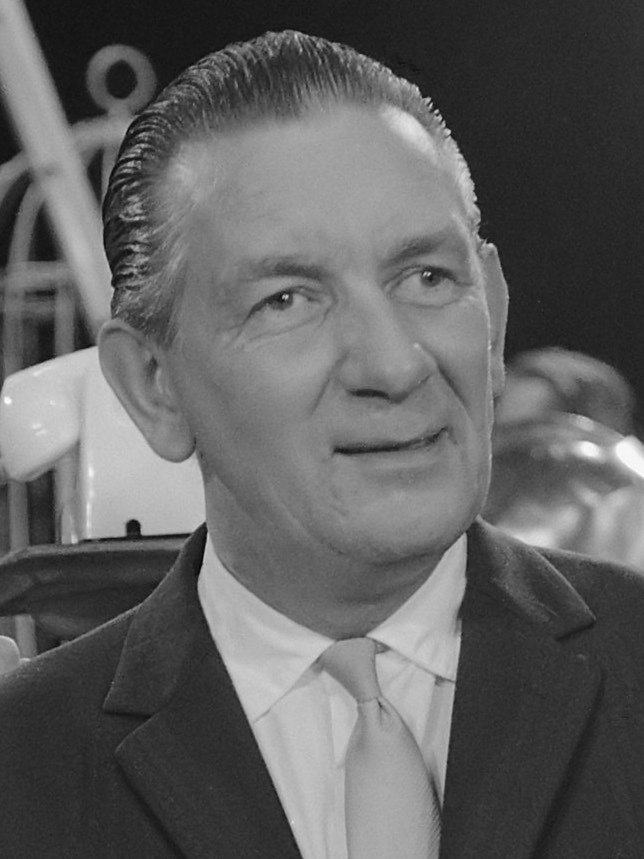
André Carrell (1960)

André Carrell  (* 27. Dezember 1911 in Alkmaar, Niederlande; † 15. März 1968 in Neu-Loosdrecht, Niederlande), eigentlich Andries Kesselaar, war ein niederländischer Komiker und Conférencier. In Deutschland kannte man ihn nahezu ausschließlich aus Auftritten in der Rudi Carrell Show. Rudi Carrell war sein ältester Sohn.

## Privatleben
André kam als zwölftes von dreizehn Kindern zur Welt, sein Vater Johannes Jakob Kesselaar stammte ebenfalls aus Alkmaar. Von seinen Freunden wurde er gewöhnlich Dries gerufen, als Abkürzung seines eigentlichen Namens Andries. Bereits als Kind hatte er mit Tüchern und Besenstielen ein Zelt gebaut, um selbst ausgedachte Szenen zu spielen. Die Begeisterung für das Theater hatte André mit seinem Vater gemeinsam, der gelegentlich als Laienschauspieler auftrat.
André Carrell erlernte den Beruf des Bäckers. Er heiratete am 7. März 1934 Catharina Houtkooper (1907–1990), die ebenfalls in Alkmaar geboren wurde. Zu dieser Zeit arbeitete er bereits nicht mehr als Bäcker, sondern war Versicherungsagent, zeitweise auch arbeitslos und so nahm er verschiedene Tätigkeiten an. Wie vielen Niederländern gelang es auch Carrell nicht, in der Weltwirtschaftskrise einer dauerhaften Beschäftigung nachzugehen:

„Mein Vater hatte alles Mögliche verkauft, Gemüse und Kartoffeln, irgendwie hat er es sogar immer geschafft, dass einmal die Woche Fleisch auf den Tisch kam.“

Carrell hatte vier Kinder: Rudolf Wijbrand, genannt Rudi (1934–2006) übernahm den Künstler-Nachnamen seines Vaters und setzte dessen Aktivitäten fort. Geertruida (* 1936) hat ungeachtet ihres komischen Talents den Schritt ins Showbusiness nie gewagt. Sie lebt heute mit ihrem Mann in Hilversum. Adriaan (* 1941) hat zwar mit Rudi zusammen Kasperltheater gespielt und ihn 1960 auch einmal auf einer Tournee als Sekretär begleitet, ihm lag das Showbusiness aber nicht so sehr, weswegen er dann in die Versicherungsbranche ging. Andries (1944–1994) arbeitete viele Jahre für den Fernsehproduzenten Joop van den Ende und starb mit 49 Jahren an einem Herzinfarkt.
Wie sein Vater, so neigte auch André zunehmend zum exzessiven Alkoholkonsum, was Rudi zeitlebens vom Genuss hochprozentiger Getränke abhielt. 1967 beendete André Carrell seine Karriere aus gesundheitlichen Gründen. Im März 1968 starb er an Lungenkrebs, wobei Lungenkrankheiten in der Familie häufig waren. Zu seiner Beerdigung fanden sich tausende Trauergäste ein.

## Karriere

### Als Amateurkünstler
Im Alter von 16 Jahren begann Carrell Regie beim Amateurtheater zu führen. Später gründete er mit seinen Brüdern Piet, Jan und Klass das Komiker-Quartett De Vier K`s, das in der gesamten Provinz Nordholland auftrat. André war dabei der einzige in der Familie, der professioneller Künstler werden wollte.
Als sein Sohn Rudi gerade laufen konnte, war André bereits ein bekannter Mann in Alkmaar, der von jedermann gegrüßt wurde. Keine Hochzeit und kein Vereinsabend fand ohne seinen Auftritt statt, alle Kinder der Stadt liebten sein Kasperltheater und seine Zaubertricks.
Die Idee zum Künstlernamen gab der Zauberkünstler Emil Moretti, mit dem André häufig zusammenarbeitete. Dieser schlug ihm vor aus Andries „André“ zu machen, da ein französischer Klang für einen Künstler vorteilhaft wäre. Außerdem hielt Emil den Nachnamen für ungeeignet, und da er gerade etwas über den bekannten Chirurgen und Nobelpreisträger Alexis Carrel gelesen hatte, schlug er André Carrell vor.

### Als professioneller Künstler
Obwohl es ihm große Mühe bereitete, die Familie mit seinem Schaffen zu ernähren, ging Carrell zunehmend dazu über, professioneller Künstler zu werden. Dabei zog er als Conférencier und Komiker von Dorf zu Dorf. Die Situation besserte sich erst während des Krieges, als eine große Nachfrage nach Unterhaltung aufkam. André konnte dabei seine vielseitige Begabung nutzen und die unterschiedlichsten Engagements annehmen, für die er mit Lebensmitteln entlohnt wurde. Allerdings musste er sich stets beeilen, um vor der Sperrstunde, die um 20 Uhr begann, wieder zu Hause zu sein. Im Alkmaarrer Adressbuch stand er nun als Kleinkunstartist. 1941 durfte er erstmals an der Radiosendung Bonte Dinsdag-Abend (Bunter Dienstagabend) teilnehmen und erhielt daraufhin Engagements in den gesamten Niederlanden.
Nach dem Krieg leitete André Carrell die Künstlergruppe Het Nederlands Cabaret und war mit ihr 1948 sogar ein halbes Jahr in der Kolonie Indonesien und im November 1953 trat er mit ihr bereits im Palais Soestdijk vor Königin Juliana auf. Bis das Fernsehen Ende der 1950er Jahre weite Verbreitung gefunden hatte, waren nämlich Bunte Abende in allen Städten und Dörfern außerordentlich beliebt. Dazu konnte der Veranstalter einzelne Künstler buchen oder auch ein Ensemble, wie das von Carrell zusammengestellte. Je nach dem verhandelten Preis kamen dann alle oder auch nur ein Teil der Mitglieder. Dies ermöglichte Carrell zwar keinen immensen, aber doch schon einen akzeptablen Wohlstand. So konnte er sich bereits 1952 einen Fernsehapparat kaufen, ein Jahr nach Einführung des Regelbetriebs.
Im November 1952 kam sein Sohn Rudi zur Gruppe, zuerst nur als Sekretär im Hintergrund, dann spielte er auch auf der Bühne mit. Den ersten Fernsehauftritt hatte André dann 1960 als Gast in der ersten Sendung seines Sohns. Später spielte André in zwei Filmen mit, 1962 in Kermis in de Regen (Karneval im Regen) des Regisseurs Kees Brusse (1962) und 1965 in De wolf en zijn zeven dochters (Der Wolf und seine sieben Töchter) von Tom Manders.
Rudi Carrell beschrieb seinen Vater als guten Textdichter, Schauspieler und Conférencier, der ein herausragendes Talent besaß, Witze in die Praxis umzusetzen. Als Beispiel für dieses Talent nannte er gewöhnlich eine Begebenheit aus dem November 1954: André und Rudi konnten in einem Hotel-Doppelzimmer wegen des Verkehrslärms nicht schlafen, so dass sie sich über Gags unterhielten. André kam als Beispiel für einen guten Gag auf die Idee, die ungleich großen Zahnprothesen des Komiker-Duos im benachbarten Doppelzimmer zu vertauschen und einen Feueralarm zu inszenieren. Die beiden Komiker kamen mit vertauschten Prothesen aus ihrem Zimmer, was einen komischen Anblick bot und Rudi zudem verblüffte, da er nicht damit gerechnet hatte, dass Menschen in einer Paniksituation ihre Prothesen noch einsetzten.
Das Privatleben von André Carrell und seinem Sohn unterschied sich erheblich. Rudi suchte unentwegt nach Ideen für seine Radio- und später Fernsehshows, so dass er kaum Zeit für seine Familie hatte. André hingegen konnte ein ruhiges Familienleben führen, er konnte sein Programm auf den vielen kleinen Veranstaltungen jahrelang spielen und brauchte es deswegen kaum zu verändern.